# Stanisław Zbrowski
Stanisław Zbrowski (ur. 1887,  zm. 7 października 1905) – polski działacz socjalistyczny.

## Życiorys
Urodził się w 1887. Był uczniem  Szkoły Handlowej. Wstąpił do Organizacji Bojowej PPS. Został wybrany do wykonania zamachu na rosyjskiego oficera, kapitana Michała Zabiełłę, który wydał rozkaz strzelania do manifestujących pokojowo robotników w Skarżysku. Planowany zamach miał się wydarzyć na ulicy Lubelskiej w Radomiu. Zbrowski zdecydował się wykonać go samodzielnie, bez obstawy. 7 października 1905 rzucona pod nogi kapitanowi bomba nie wybuchła. Podczas odwrotu po dokonaniu zamachu zastrzelił ścigającego go policjanta Kandaurowa. Następnie wobec beznadziejnego położenia, otoczony przez żandarmerię popełnił samobójstwo strzałem z broni w ostatnich chwilach wołając Niech żyje Polska. Jego pogrzeb odbył się z licznym udziałem żałobników. Został pochowany na cmentarzu przy ul. Limanowskiego. W atmosferze wzburzenia po zdarzeniu mieszkańcy Radomia manifestacyjnie wznosili w mieście barykady
Jego brat Wacław (1889-1956) ps. „Braciszek” został członkiem i szefem „uczniowskiej piątki bojowej” (wraz z nim Jan Gruszczyński, Jerzy Pieczynis, Roman Machnicki, Stefan Rodkiewicz, Stanisław Werner (wszyscy z „handlówki”) i Teodor Latomski.

## Upamiętnienie
Decyzją Rady Miejskiej w Radomiu z 23 września 1936 w uznaniu wielkich zasług, położonych  rewolucyjnej walce z caratem uchwaliła nazwać imieniem Stanisława Zbrowskiego ulicę Gołębiowską w Radomiu na odcinku od ul. Stefana Żeromskiego do ul. Kozienickiej.

## Odznaczenia
- Krzyż Niepodległości z Mieczami – pośmiertnie (1930, za pracę w dziele odzyskania niepodległości)[4][2][3].